# Josef Marek (sochař)
Josef Marek (2. května 1913 Nové Město nad Metují – 29. prosince 1980 Náchod) byl český akademický sochař.

## Život
Kamenosochařskému řemeslu se vyučil u svého otce. Ve věku dvaceti pěti let se na jeden rok stal hospitantem řezbářského oddělení školy bytového průmyslu v Praze, v letech 1939–1944 absolvoval pražskou Umělecko-průmyslovou školu. Po osvobození studoval v letech 1945–1947 sochařství na Akademii výtvarných umění v Praze u profesora Karla Pokorného.
Žil a pracoval v Novém Městě nad Metují.

## Galerie

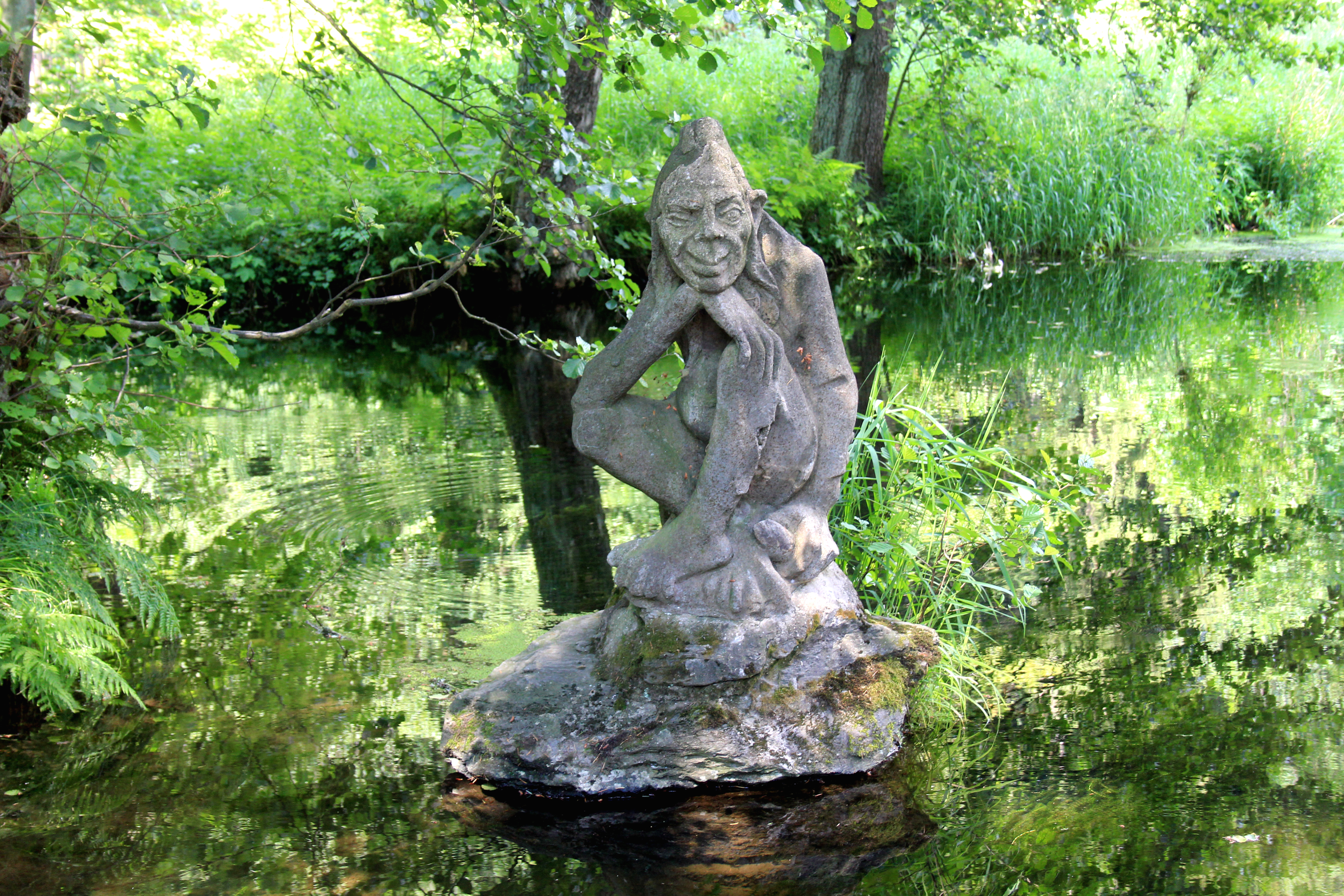
Nové Město nad Metují, Peklo, Vodník
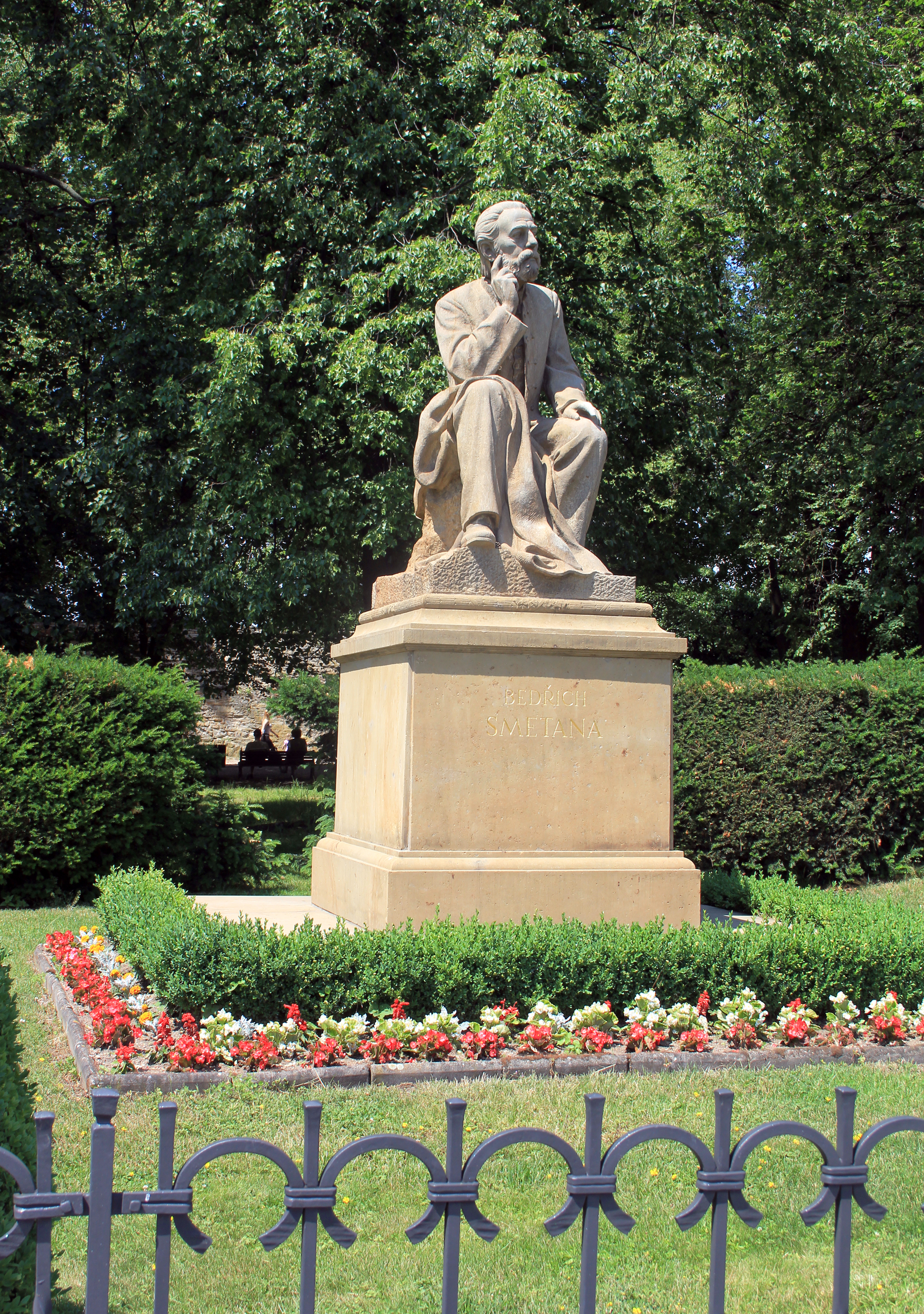
Nové Město nad Metují, Bedřich Smetana
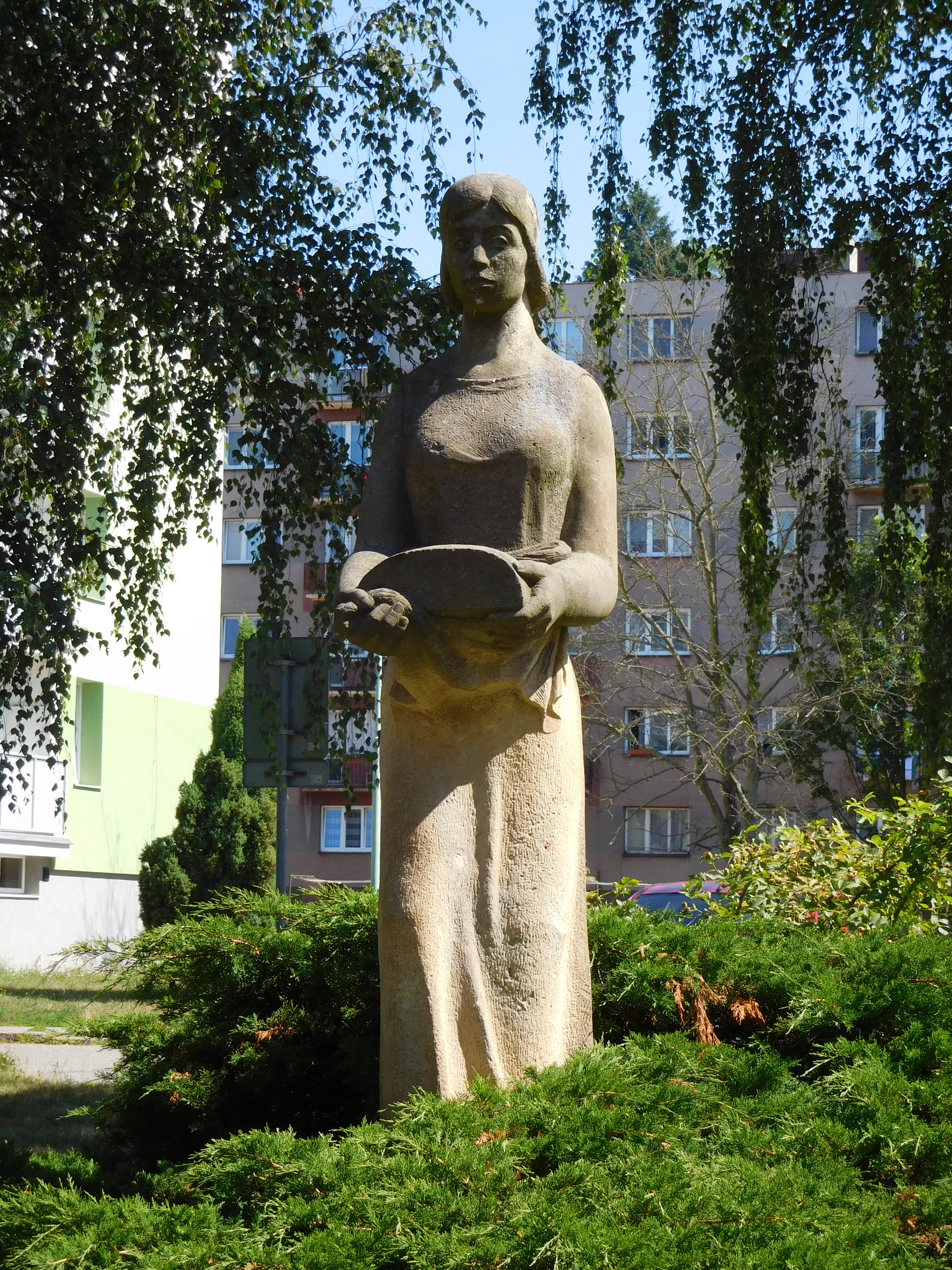
Hostinné, Dívka s chlebem
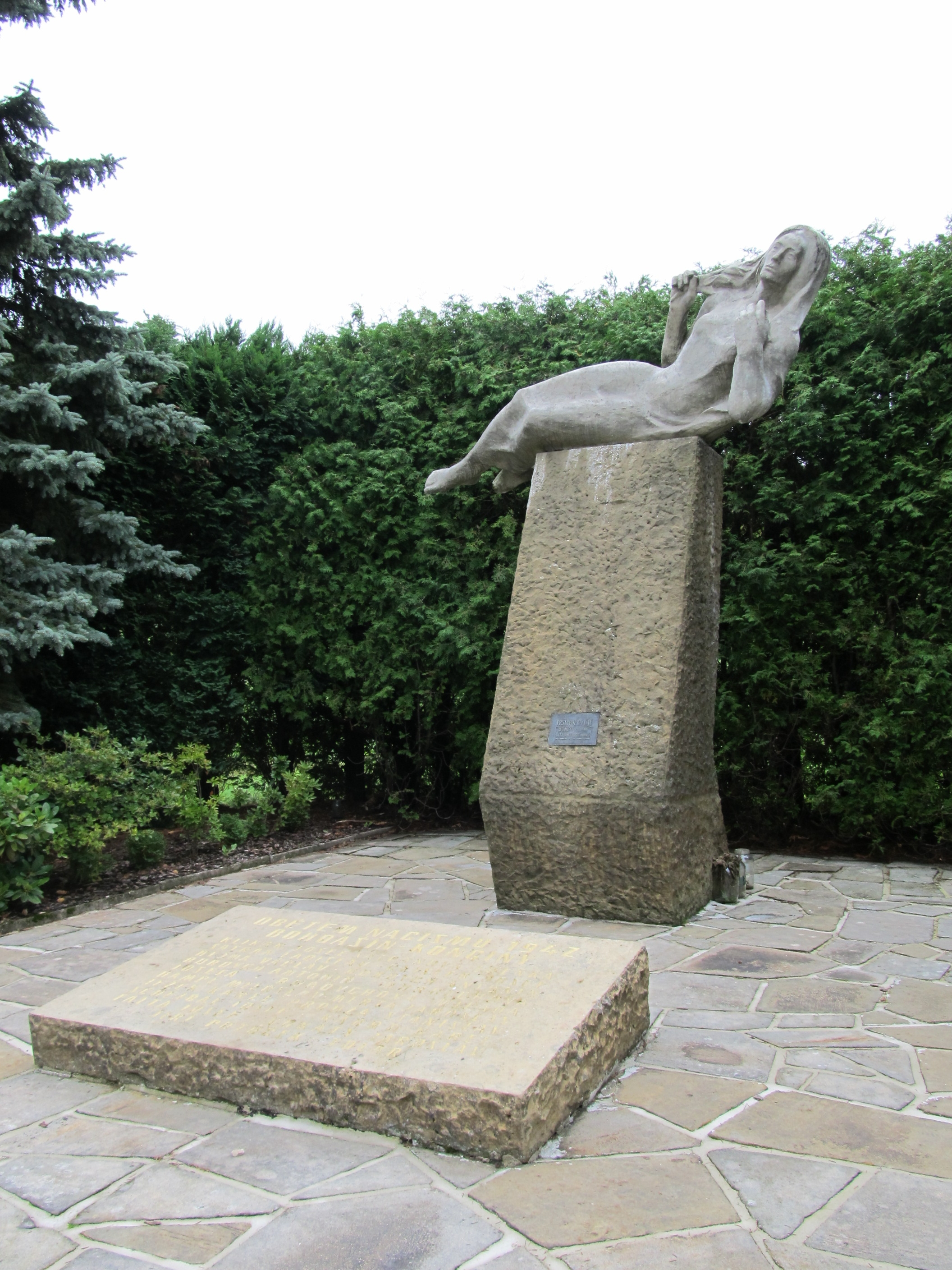
Památník vysílačky Libuše v Bohdašíně (Červený Kostelec)